# Stephan Breitenmoser
Stephan Breitenmoser (* 2. Februar 1955 in Basel) ist ein Schweizer Rechtswissenschaftler und Hochschullehrer an der Universität Basel.

## Leben
Breitenmoser studierte von 1974 bis 1980 Rechtswissenschaften an der Universität Basel. Anschließend arbeitete er bis 1983 als Assistent von Luzius Wildhaber in Basel, wo er 1985 mit summa cum laude zum Dr. iur. promovierte. Diese Dissertation wurde 1986 mit dem Professor Walther Hug Preis ausgezeichnet. Ebenfalls 1986 legte Breitenmoser im Kanton Basel-Stadt sein Advokaturexamen ab. Nach Forschungsaufenthalten von 1988 bis 1990 unter anderem am Max-Planck-Institut Heidelberg und der University of California, Berkeley war er Assistenzprofessor für Europarecht, Völkerrecht und öffentliches Recht an der Universität Basel. Ebenfalls ab 1992 bis 2006 arbeitete Breitenmoser als Richter am Appellationsgericht Basel-Stadt. 1995 wurde ihm von der Universität Basel die Venia docendi für die Fächer Öffentliches Recht, Europarecht und Völkerrecht verliehen.
Neben seiner Assistenzprofessur nahm Breitenmoser von 1995 bis 1999 einen Lehrauftrag an der Universität St. Gallen wahr, von 1998 bis 2000 einen Lehrauftrag am Zentrum für Europäische Integrationsforschung der Universität Bonn. Nach der Vertretung des Lehrstuhls Wildhaber an der Universität Basel von 1998 bis 2001 wurde er von dieser Universität 2001 auf den ordentlichen Lehrstuhl für Europa- und Völkerrecht berufen, den er seitdem innehat. Seit 2007 ist er zudem Richter am Bundesverwaltungsgericht in St. Gallen. Zudem ist er unter anderem Mitglied des Collège Doctoral Européen der Universität Straßburg und des wissenschaftlichen Beirates des Österreichischen Instituts für Menschenrechte in Salzburg.
Stephan Breitenmoser lehrt und forscht insbesondere zum Europarecht und zum Völkerrecht. Er hatte Gastprofessuren unter anderem an den Universitäten Bonn, Bologna, Krakau, Peking und Shanghai inne.

## Werke (Auswahl)
- Der Schutz der Privatsphäre gemäss Art. 8 EMRK: das Recht auf Achtung des Privat- und Familienlebens, der Wohnung und des Briefverkehrs. Helbing und Lichtenhahn, Basel 1986 (Dissertation).
- mit Boris Riemer und Claudia Seitz: Praxis des Europarechts - Grundrechtsschutz. Schulthess, Zürich 2006, ISBN 978-3-7255-4503-2.
- mit Robert Weyeneth: Europarecht: Unter Einbezug des Verhältnisses Schweiz–EU. 2. Auflage. Dike, Zürich 2014, ISBN 978-3-03751-625-6.